# Fenamassa
FenaMassa ou Festival Nacional da Massa é uma feira e uma festa comunitária brasileira realizada a cada dois anos em Antônio Prado, comemorando a cultura, a história e a produção agroindustrial da cidade e da região.
O Evento é realizado na Praça Garibaldi, onde há a participação da indústria local que expõe uma grande diversidade de produtos regionais e de descendência italiana. O evento conta com um passeio turístico pelo Centro Histórico de Antônio Prado, esse que contém 48 construções tombadas, além de pontos-chave da Imigração italiana como o Moinho Colonial Francescatto.

Cobertura da FenaMassa em Frente a Paróquia Sagrado Coração de Jesus

### FenaMassa 2019

A foto apresenta a Corrida de Carriola na FenaMassa de 2019

### FenaMassa 2022*

Barracas da FenaMassa, onde é feito e servido a variedade de alimentos do evento

## Edições da FenaMassa
| Nº | Anos  | Observações      |
| -- | ----- | ---------------- |
| 1ª | 2012  |                  |
| 2ª | 2013  |                  |
| 3ª | 2014  |                  |
| 4ª | 2015  |                  |
| 5ª | 2017  |                  |
| 6ª | 2019  |                  |
| 7ª | *2022 | Fora de dataa[›] |
| 8ª | 2023  |                  |